# جسر محمد باشا سوكولوفيتش
بني جسر محمد باشا سوكولوفيتش على نهر درينا في فيشغراد شرق البوسنة والهرسك أواخر القرن السادس عشر على يد رئيس معماريي السلطنة العثمانية معمار قوجه سنان، بطلب من الوزير الأعظم محمد باشا سوكولوفيتش. وهو يمثل ذروة الهندسة المعمارية والمدنية العثمانية. يتألف من 11 قنطرة معمارية يتراوح عرض فتحها بين 11 و 15 مترا، ومن رصيف متعامد مع أربع قناطر على الضفة اليسرى للنهر. يبلغ طول الجسر 179,5 متر، وهو من أبرز أعمال سنان، أكبر المعماريين والمهندسين المختصين في الطراز العثماني التقليدي، والذي واكب عصر النهضة الإيطالية ويمكن تشبيه أعماله بها. أبعاد الجسر الرشيقة وجزالة أسلوبه الفريدة تدلان على روعة ذلك النمط المعماري.

## معرض

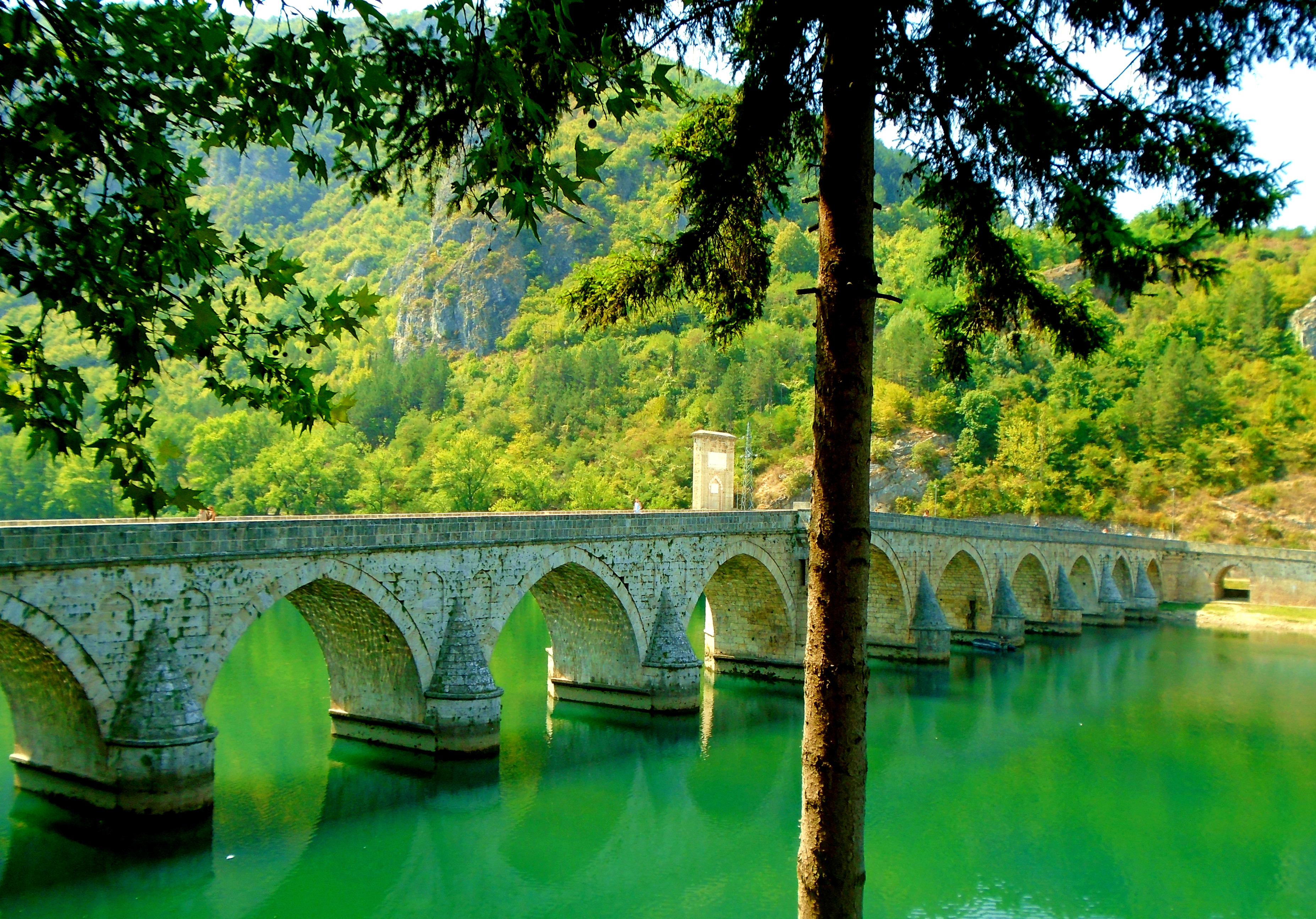
جسر محمد باشا 1
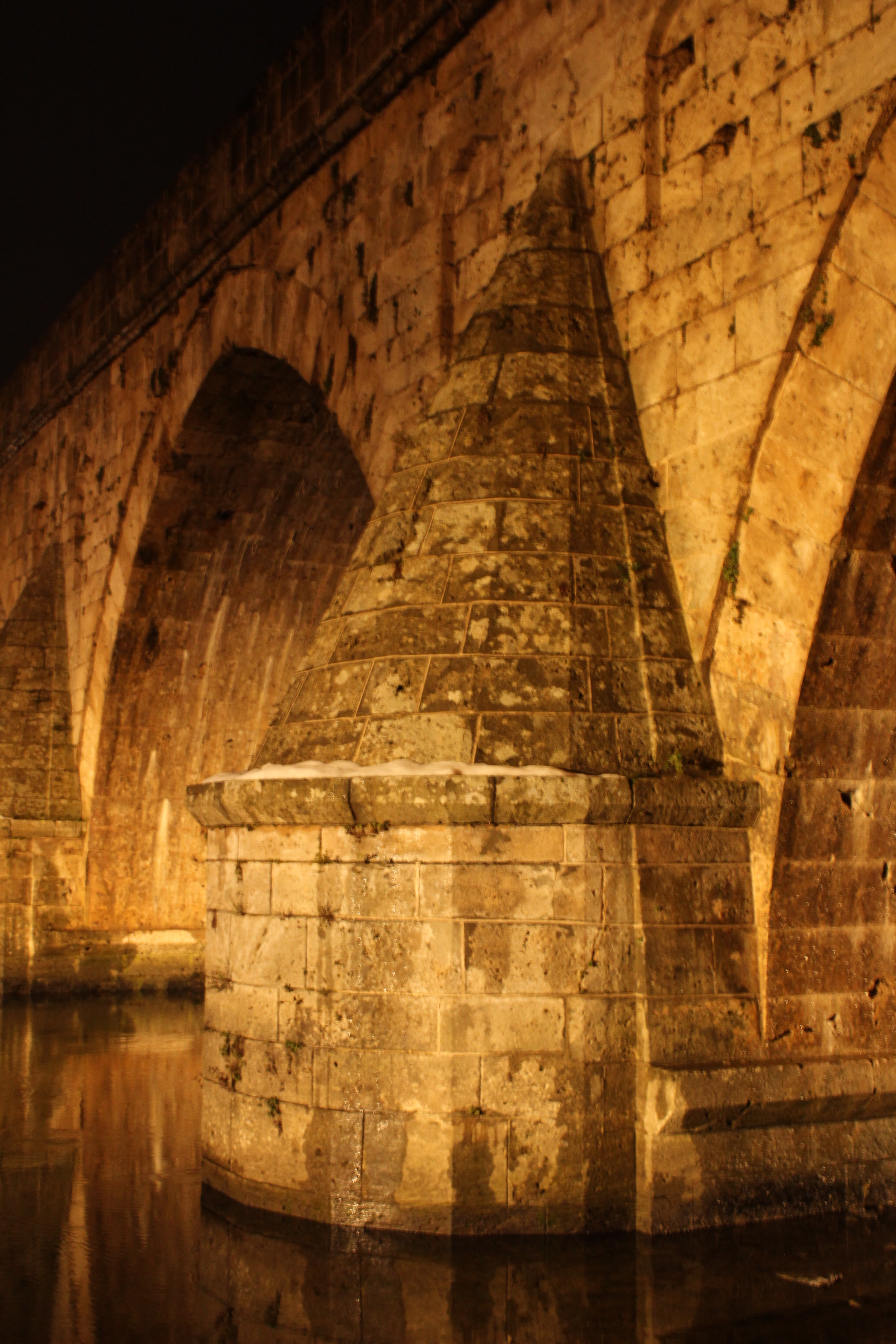
أحد أعمدة الجسر ليلا
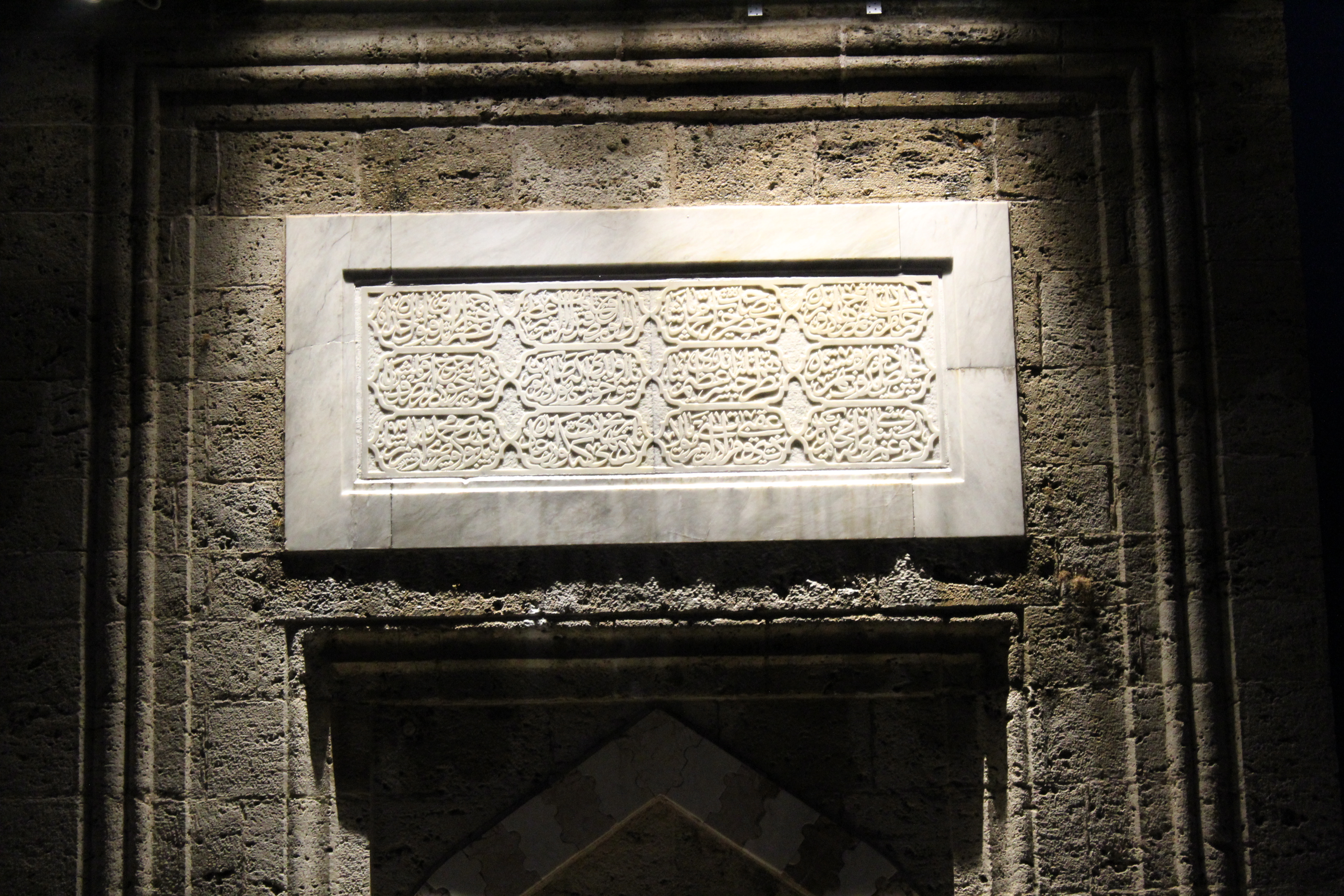
صورة مقربة
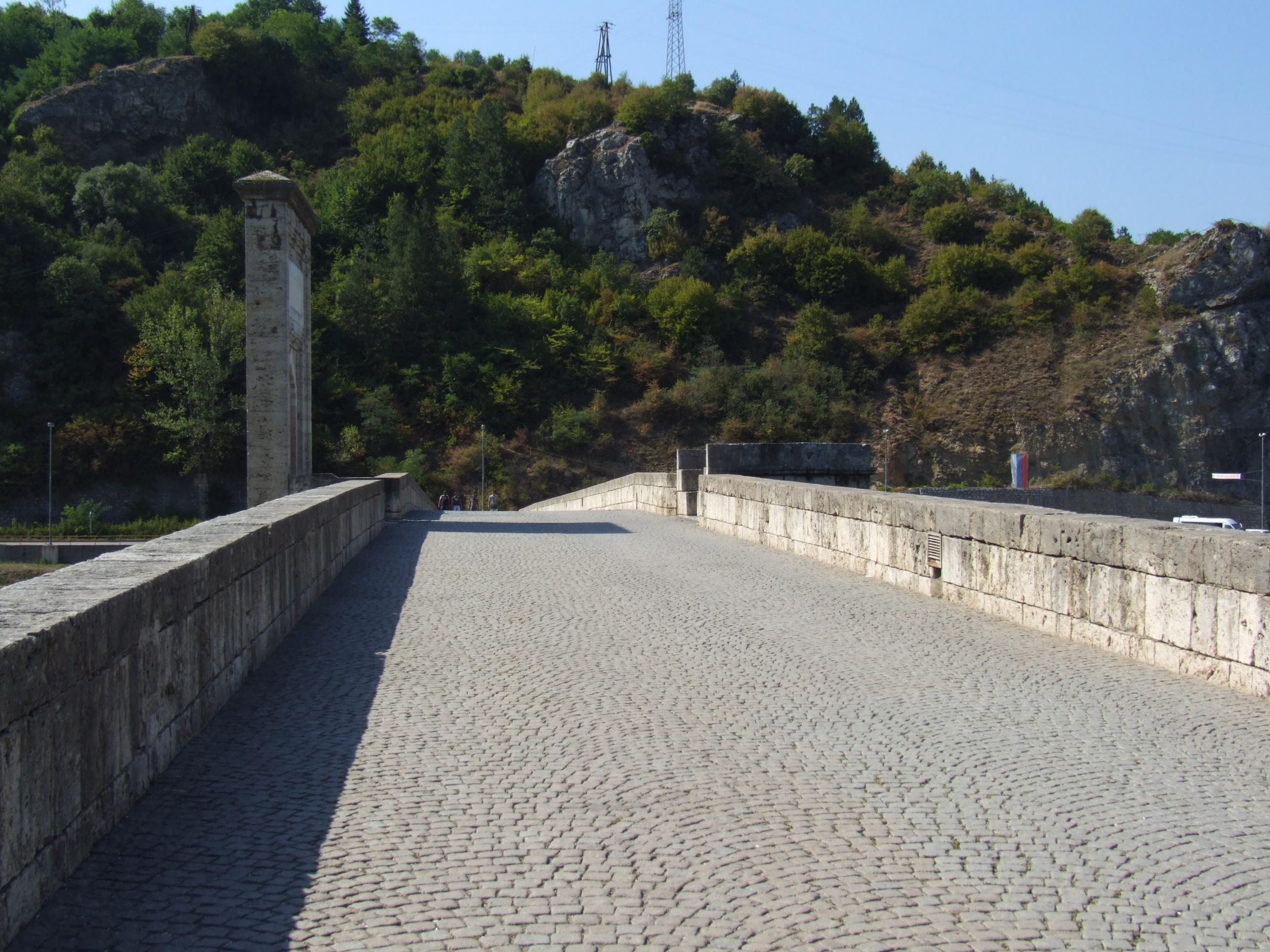
ممشى الجسر
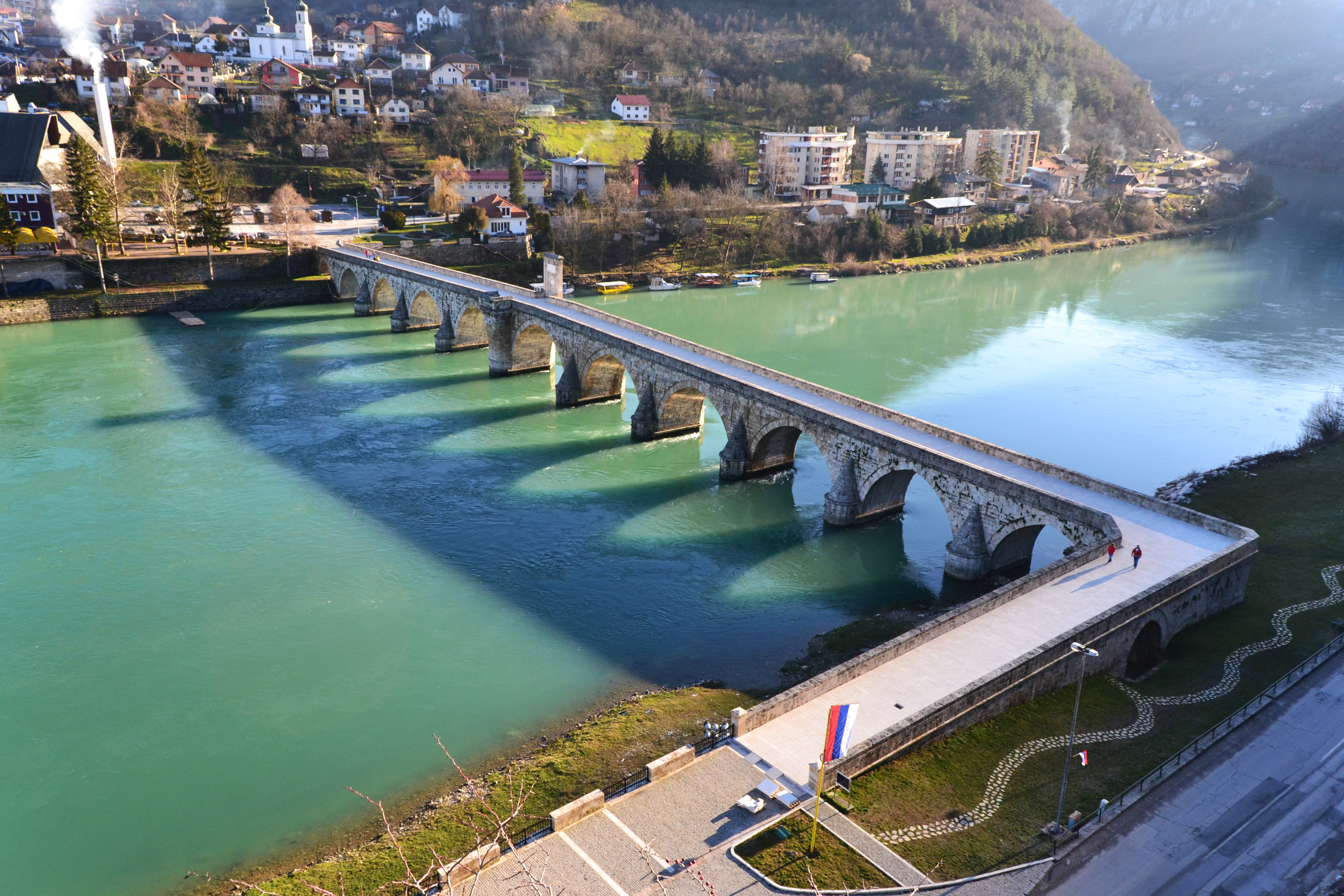
جسر محمد باشا على نهر درينا

## مقالات ذات صلة
- بوابة البوسنة والهرسك باللغة العربية
- قائمة الجسور البارزة

1. ↑  Mehmed Paša Sokolović Bridge in Višegrad نسخة محفوظة 23 يوليو 2017 على موقع واي باك مشين.